# 詹姆斯·安格頓

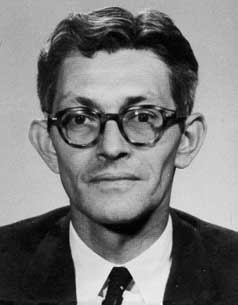
詹姆斯·安格尔顿

詹姆斯·耶萨斯·安格尔顿（英語：James Jesus Angleton；1917年12月09日—1987年5月12日），美国政治人物，出生於西北部爱达荷州博伊西，1954年至1975年为美国中央情报局反情报处处长，毕业于耶鲁大学和哈佛大学法学院，曾参与恩尼格玛密码机破解和曼哈顿计划。